# Miasteczko Śląskie

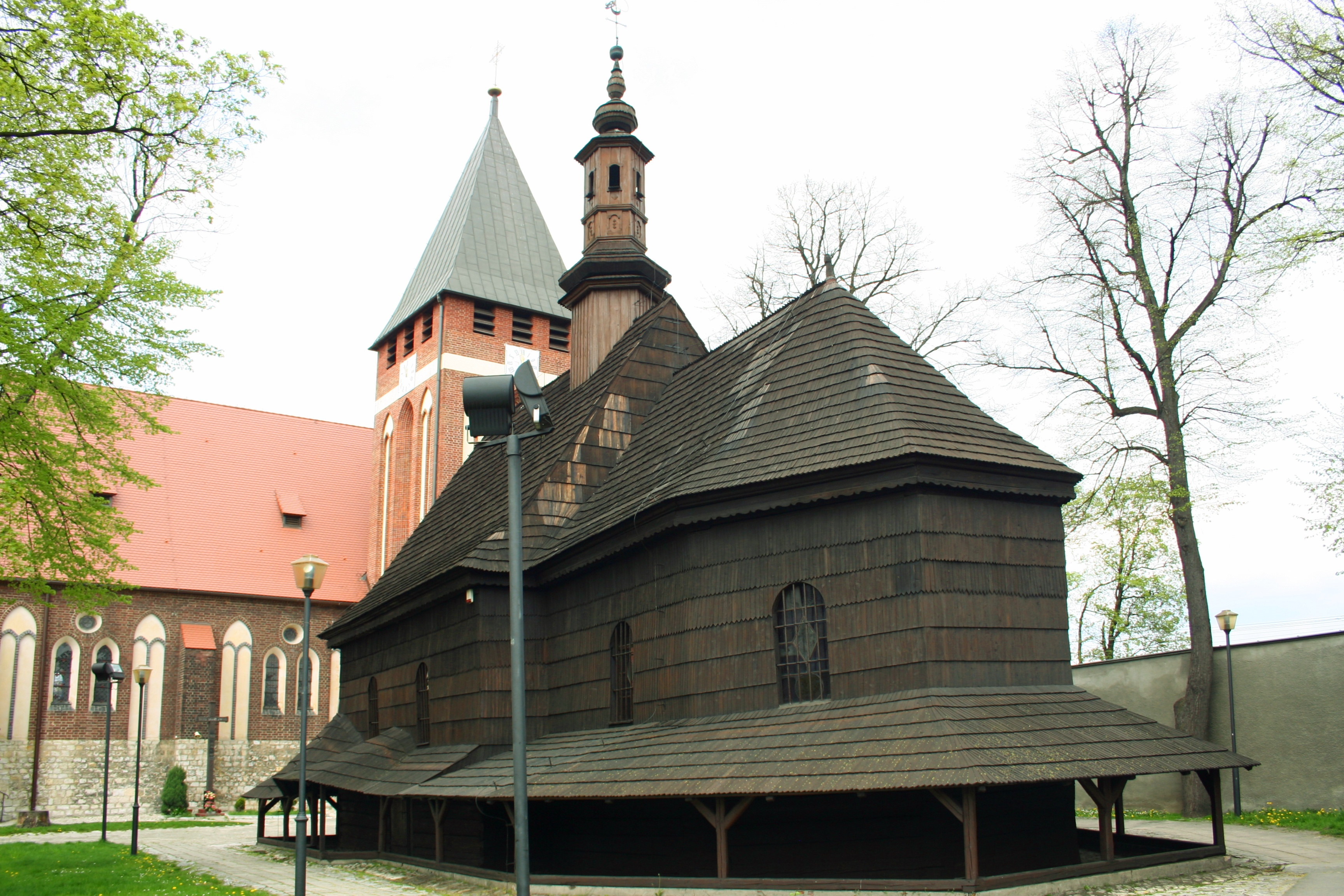
Kirche in Miasteczko Śląskie

Miasteczko Śląskie [mʲaˈstɛtʃkɔ ˈɕlɔ̃skʲɛ] (deutsch Georgenberg) ist eine Stadt mit 7000 Einwohnern im Powiat Tarnogórski der Woiwodschaft Schlesien in Polen. Sie liegt neun Kilometer nördlich von Tarnowskie Góry (Tarnowitz).

## Geschichte
Um  1530 wurden in den Tarnowitzer Höhen im Herzogtum Beuthen reiche Silber- und Bleilagerstätten entdeckt. Auf den Fluren von Groß Zyglin (Żyglin) wurde nahe der Straße von Tarnowitz nach Tschenstochau ein Bergwerk errichtet, bei dem eine Ansiedlung der Bergleute entstand.
1548 kam auch der Bergbau auf Eisenerz auf; in einer Beschwerde der Silbergewerke wird erstmals der Name der Siedlung Georgenberg gebraucht. 1561 verlieh der Besitzer der Herrschaft Beuthen, Markgraf Georg Friedrich von Brandenburg, der Siedlung Georgenberg das Stadtrecht zugleich das Privileg für einen Wochenmarkt und zwei Jahrmärkte. Gleichzeitig wurde der Stadt ein Wappen verliehen, das den mit dem Drachen kämpfenden heiligen Georg zeigt. 1562 wurde Georgenberg zur Bergstadt erhoben und erhielt eine Bergordnung nach sächsischem Bergrecht.
Der Bergbau brachte eine reiche Ausbeute, im Jahre 1574 erfolgte die Mutung von 79 Berggebäuden. Die Stadt war evangelisch und vorwiegend deutschsprachig, während die Bewohner der Nachbarorte polnisch sprachen und den Ort „Miasteczko“ (Städtchen) nannten. Der Dreißigjährige Krieg brachte der Stadt schwere Verwüstungen, 1627 ging auch der Bergbau ein.
Im Jahre 1632 setzte die Gegenreformation ein. 1666 erhielt Georgenberg erstmals eine eigene Kirche, die Schrotholzkirche St. Georg und Maria, die eine Filialkirche von Groß Zyglin war.
Georgenberg wurde zum Ackerbürgerstädtchen und seine Bevölkerung sprach größtenteils polnisch.
Nach dem Ersten Schlesischen Krieg 1742 fiel Georgenberg mit dem größten Schlesiens an  Preußen, verlor jedoch wegen Unbedeutsamkeit das Stadtrecht. 1866 wurde es wieder zur Stadt erhoben. 1876 wurde der Eisenerzbergbau erneut aufgenommen, kam jedoch während des Ersten Weltkriegs wieder zum Erliegen.
Der wirtschaftliche Aufschwung Oberschlesiens ging an Georgenberg vorbei, an Betrieben bestanden lediglich eine Ziegelei und ein Steinbruch. Im Jahre 1905 wurde in der Stadt die neue Kirche geweiht, die 1913 von Groß Zyglin losgelöst wurde und eine eigene Pfarrei wurde.
Bei der Volksabstimmung in Oberschlesien 1921 stimmte die Bevölkerung Georgenbergs mit fast 56 % für Polen. 1922 kam die Stadt im Kreis Tarnowitz zu Polen und erhielt den Namen Miasteczko Śląskie. Nach dem Überfall auf Polen 1939 war sie bis 1945 völkerrechtswidrig Teil des Deutschen Reiches. Bei der Rückkehr nach Polen 1945 erhielt Georgenberg den polnischen Ortsnamen aus der Zwischenkriegszeit zurück.
1946 wurden die Dörfer Żyglin (Groß Zyglin), Żyglinek (Klein Zyglin) und Brynica (Brinitz) eingemeindet und damit die Gemeindefläche auf 26,66 km² vergrößert. Gleichzeitig verlor Miasteczko Śląskie erneut das Stadtrecht. Im Jahre 1961 entstand in dem Ort eine Zinkhütte. 1963 wurde Miasteczko Śląskie wieder eine Stadt. Die bei der Gemeindegebietsreform von 1975 erfolgte Eingemeindung nach Tarnowskie Góry wurde inzwischen wieder aufgehoben. Seit 1995 besteht die Stadt Miasteczko Śląskie wieder.

### Einwohnerentwicklung
| Jahr | Einwohner |
| ---- | --------- |
| 1825 | 707       |
| 1861 | 1075      |
| 1905 | 2040      |
| 1931 | 2400      |
| 1941 | 2982      |
| 1961 | 3344      |
| 1970 | 5173      |
| 2005 | 7396      |

## Verkehr
Der Bahnhof Miasteczko Śląskie liegt an der „Kohlenmagistrale“ genannten Bahnstrecke Chorzów–Tczew, der Bahnhof Miasteczko Śląskie Wąskotorowy an der teilweise noch als Touristenbahn betriebenen Schmalspurbahn Pole Północne–Bibiela, der Haltepunkt Miasteczko Śląskie Centrum sowie der Bahnhof (seit der Reaktivierung Ausweichstelle ohne Personenverkehr) Miasteczko Śląskie Żyglin und der ehemalige Haltepunkt Miasteczko Śląskie Brynica an der 2023 reaktivierten Bahnstrecke Tarnowskie Góry–Zawiercie.

## Gmina
Die Stadtgemeinde Miasteczko Śląskie umfasst eine Fläche von 68 km² mit 7585 Einwohnern. Sie besteht aus den Orten Miasteczko Śląskie und Żyglin.

## Persönlichkeiten
- Julius Lewkowitz (1876–1943), deutscher Rabbiner
- Albert Lewkowitz (1883–1954), deutscher Rabbiner